# Helen McCarthy
Helen McCarthy (27 febbraio 1951) è una scrittrice inglese.
Grazie ai saggi 500 Manga Heroes and Villains, Anime!, The Anime Movie Guide, Hayao Miyazaki: Master of Japanese Animation, The Erotic Anime Movie Guide (che ha co-scritto), The Anime Encyclopedia (con Jonathan Clements), è considerata una delle principali fautrici della promozione e della scoperta degli anime e dei manga nell'Occidente. Progetta anche il ricamo e l'arte tessile.

## Carriera
Helen McCarthy è stata il primo autore in lingua inglese a scrivere un libro sugli anime, oltre ad essere stata «la prima in Gran Bretagna a dirigere un programma di anime in una convention, a creare una newsletter dedicata agli anime dedicata e a dirigere una rivista dedicata agli anime.»"
Nel 1991, fondò la rivista Anime UK e l'anno successivo divenne uno dei principali contributori di Super Play, un titolo SNES con un pesante pregiudizio sugli anime e manga. Anime UK cambiò titolo in Anime FX dopo un cambio di finanziatore e chiuso alla fine del 1996. Andy Frain di Manga Entertainment, all'epoca il più influente distributore di anime in Gran Bretagna, ha contestato la politica editoriale del periodico e in seguito il suo coinvolgimento nella campagna contro il deposito come marchio della parola "manga", ma ciò non influì né sulla posizione di McCarthy né sulla pubblicazione della rivista. Ha anche collaborato alla rivista Manga Mania, e dopo Anime UK interruppe la sua produzione dal 1997 al 1998. Scrisse sempre sugli anime e manga per riviste e giornali britannici tra cui il Daily Telegraph, NEO , SFX  e  ImagineFX .
McCarthy fu in grado di applicare le sue conoscenze acquisite in SF e media fandom nelle convention, quando Anime UK organizzò un raduno di un giorno chiamato "AUKcon", che attirò partecipanti da tutta Europa nel 1994. Scrisse numerosi articoli e saggi ed è un ospite frequente di convention, oltre a parlare in festival cinematografici e incontri accademici in Europa, America e Giappone. Curò e intraprese corsi e proiezioni al Barbican Cinema di Londra per quattro anni. Nel settembre 2008 presentò una stagione cinematografica e un'esposizione di una settimana in occasione dell'80º anniversario della nascita di Osamu Tezuka, sempre al Barbican. La stagione prevedeva la prima esibizione del gruppo professionale teatrale kamishibai di Londra. La sua relazione con il Barbican proseguirà con un'altra stagione cinematografica di anime, Anime's Human Machines, che verrà presentata a settembre 2019 nell'ambito del progetto Life Rewired.
Fu anche relatrice presso l'Università del Maryland, e all'Akita International University. Fu membro fondatore della Fandom and NeoMedia Studies Association (FANS) e tenne il discorso di apertura alla conferenza inaugurale, parlando anche al primo simposio giapponese dell'associazione tenutosi a Yamanushi Gakuin nel 2017.
McCarthy, interessata ai molti punti di passaggio e alle influenze tra anime, manga e altre arti, scrisse  Manga Cross-Stitch , una guida all'uso della grammatica visiva di anime e manga per creare disegni originali di cucito, apparso nel 2009. L'artista Steve Kyte realizzò molti dei disegni del libro, mentre i restanti furono opera della stessa autrice, che da quel momento ampliò le sue attività di ricamo con workshop per la Japan Foundation e nelle convention. Il suo interesse per la storia e il potenziale artistico dei tessuti la portò a contribuire alla mostra Future Beauty: 30 Years of Japanese Fashion al Barbican, compreso un saggio di catalogo, e alle presentazioni sulla storia dei cosplay. Lavorò con il coreografo Sidi Larbi Cherkaoui e il suo team su TeZuKa al Sadler's Wells nel 2011, e su Pluto al Barbican nel 2017 e in European City of Culture Leeuwarden nel 2018. Sempre lo stesso anno, presentò al 2.5D Theater presso la Daiwa Japan Foundation al fianco di Alexandra Rutter di Whole Hog Theatre.
Credendo fermamente che il talento artistico e creativo possa essere sviluppato e apprezzato da tutti, curò due manuali su come disegnare per Flame Tree Press.
Provocata dalla violazione del copyright del suo lavoro nel 2010, rifletté successivamente sul suo blog dell'impatto del furto di proprietà intellettuale sugli autori e sui diritti dei creatori di decidere come, quando e dove pubblicare il proprio lavoro. È una sostenitrice della legittima condivisione attraverso Creative Commons.

## Riconoscimenti
- 2010: Harvey Award per The Art of Osamu Tezuka: God of Manga[14]
- 2010: nomination per l'Eisner Award per The Art of Osamu Tezuka: God of Manga
- 2008: Great Britain Sasakawa Foundation/Authors' Foundation Award per la ricerca nell'animazione e nel fumetto giapponesi.
- 2006: IMAF Award for Outstanding Achievement in Anime and Manga, sponsorizzato dalla International Manga and Anime Foundation.
- 1997: Japan Festival Award per il lavoro svolto nel promuovere la comprensione della cultura giapponese in Gran Bretagna, dalla Japan Foundation.

## Opere
- Manga Manga Manga, A Celebration of Japanese Animation at the ICA pub. Island World Communications (Londra) 1992. ISBN 0-9520434-0-8
- Anime! A Beginners Guide To Japanese Animation pub. Titan (Londra) 1993. ISBN 1-85286-492-3
- The Anime Movie Guide: Japanese Animation since 1983 pub. Titan (Londra) 1996 ISBN 1-85286-631-4
- The Erotic Anime Movie Guide (con Jonathan Clements) pub Titan (Londra) 1998 ISBN 1-85286-946-1
- Hayao Miyazaki: Master of Japanese Animation pub. Stone Bridge Press (Berkeley, CA) 1999 ISBN 1-880656-41-8
- The Anime Encyclopedia: A Guide to Japanese Animation Since 1917 (con Jonathan Clements) pub. Stone Bridge Press (Berkeley, CA) 2001 ISBN 1-880656-64-7; 2nd edition 2006, ISBN 1-933330-10-4
- 500 Manga Heroes and Villains pub Collins & Brown (London) 2006 ISBN 1-84340-234-3, Barron's Educational (USA) ISBN 978-0-7641-3201-8
- 500 Essential Anime You Must Own  pub. Ilex (Lewes) 2008, ISBN 978-1-905814-28-2, Collins Design (USA) 2009, ISBN 978-0-06-147450-7
- Manga Cross-Stitch: Make Your Own Graphic Art Needlework, pub. Ilex (Lewes) 2009, ISBN 978-1-905814-51-0, Andrews McMeel (USA) 2009, ISBN 978-0-7407-7965-7
- The Art of Osamu Tezuka: God of Manga pub Ilex (Lewes) 2009, ISBN 978-1-905814-66-4 Abrams ComicArts (USA) 2009, ISBN 978-0-8109-8249-9
- A Brief History of Manga pub. Ilex (Lewes) 2014, ISBN 978-1-781570982
- How to Draw Manga Made Easy pub. Flame Tree (Londra) 2015, ISBN 978-1-783615926
- Drawing Basics Made Easy pub. Flame Tree (Londra) 2015, ISBN 978-1-783616039